# Мусагітово
Мусагі́тово (рос. Мусагитово, башк. Мөсәғит) — присілок у складі Давлекановського району Башкортостану, Росія. Входить до складу Імай-Кармалинської сільської ради.
Населення — 35 осіб (2010; 52 в 2002).
Національний склад:
- башкири — 50 %
- татари — 44 %